# Christian Morgenstern
Christian Morgenstern   (Hamburg, 29 de setembre de 1805 - Múnic, 27 de febrer de 1867) va ser un paisatgista alemany. Morgenstern és considerat com un dels pioners a Alemanya del primer realisme en pintura. Va guanyar aquesta reputació a Hamburg 1826-1829 juntament amb el seu contemporani Adolph Friedrich Vollmer mentre tots dos encara estaven estudiant; a partir de 1830, Morgenstern, juntament amb Friedrich Wasmann, Johan Christian Dahl i Adolph Menzel, van introduir Múnic a la pintura realista.

## Biografia

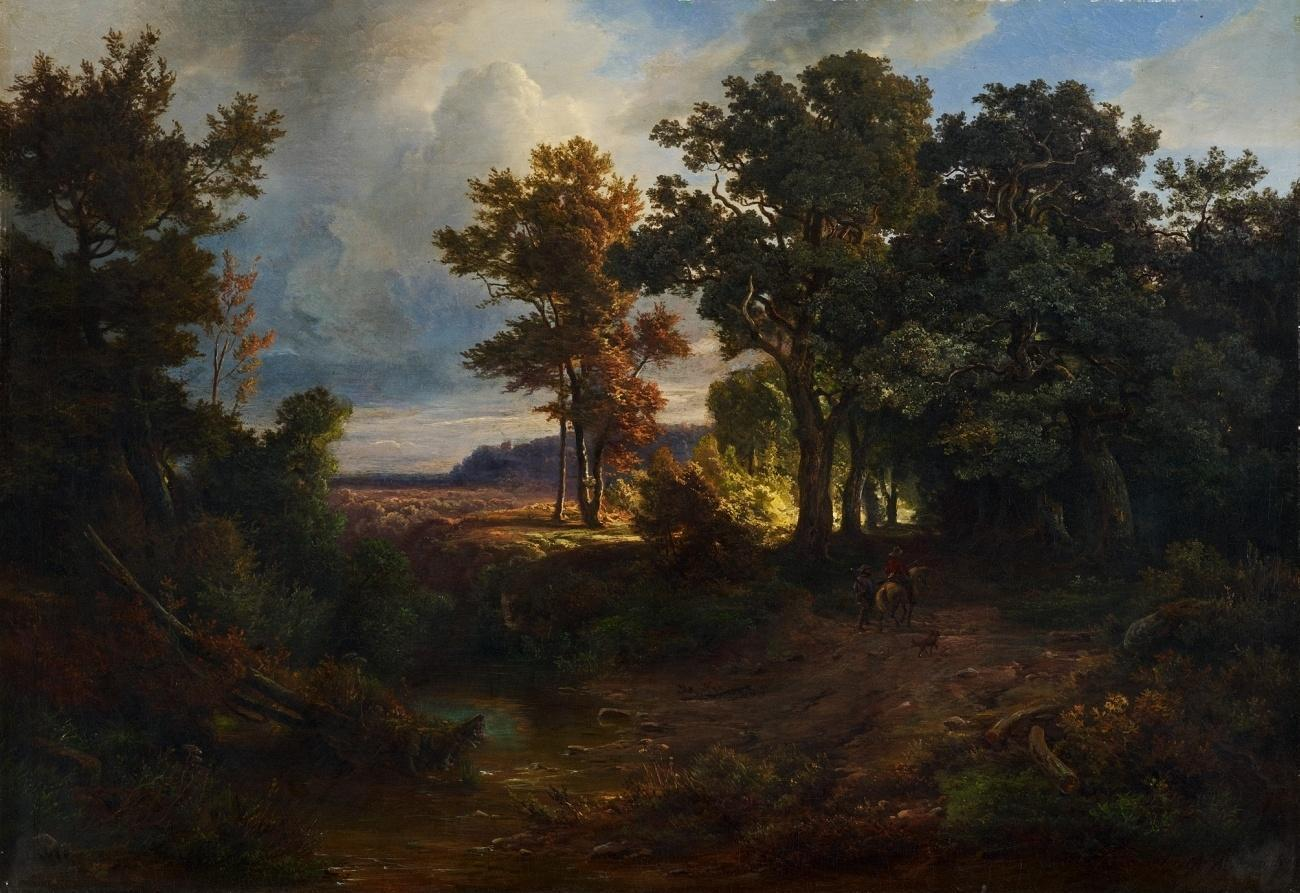
Landschaft mit Waldweg und Reiter o Paisatge amb camí forestal i genet (1849)

Morgenstern va néixer a Hamburg com un dels sis fills d'un pintor de miniatures, Johann Heinrich Morgenstern (1769–1813). Després de la mort prematura del seu pare, va ser col·locat com a aprenent al taller gràfic dels germans Suhr. Cornelius Suhr va portar el jove Morgenstern com el seu servent en un viatge de dos anys per Alemanya per donar a conèixer les impressions panoràmiques que van produir els germans Suhr. El 1822 va seguir un altre llarg viatge a Sant Petersburg, on van romandre durant un any a Moscou. Al seu retorn a Hamburg, Morgenstern va aconseguir abandonar Suhr (Vollmer va ocupar el seu lloc).
Va ser alumne del pintor d'Hamburg Siegfried Bendixen amb qui es va quedar entre 1824 i 1827, després va continuar els seus estudis a la Reial Acadèmia Danesa de Belles Arts de Copenhaguen (1827–1828) i va emprendre viatges d'estudi per Suècia i Noruega. Bendixen el va presentar a l'aristòcrata ric i partidari de les arts, Carl Friedrich von Rumohr, mecenes de molts joves artistes d'Hamburg, a la finca dels quals a Holstein va passar diversos estius.
El 1830 Morgenstern va anar a Múnic per consell de Ruhmor. S'hi va establir de manera permanent mentre feia amplis viatges d'estudis anuals: els primers anys per Baviera, després l'estiu de 1836 i els estius següents a l'Alsàcia com a convidat d'un mecenes de les arts.

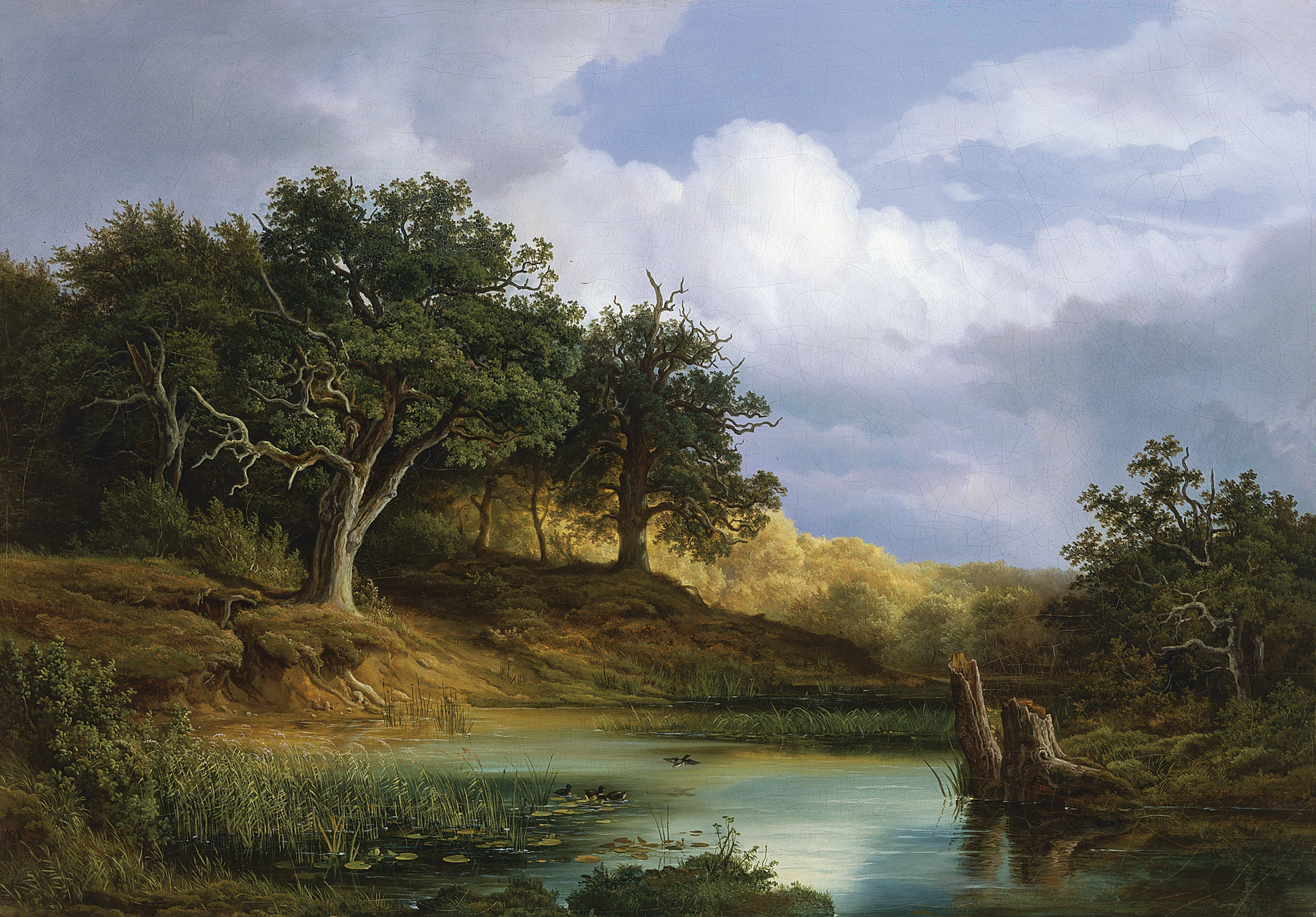
Roures prop de l'aigua (1832)

L'hivern de 1839/40 va tornar a Hamburg per quedar-se amb la seva mare. El 1841 va visitar Venècia i Trieste juntament amb el paisatgista Eduard Schleich el Vell i el 1843, i de nou el 1846 els Alps centrals. L'estiu de 1850 es va quedar a Helgoland. A partir de 1853 Morgenstern va passar els estius a Dachau amb la família i els amics, i a partir de 1860, sovint al costat del Chiemsee i del llac Starnberg.
El 1844 Morgenstern es va casar amb Louise von Lüneschloß (1804–1874), filla adoptiva d'un pintor de miniatures, Carlo Restallino. El seu fill Carl Ernst Morgenstern (1847–1928) també es va convertir en pintor de paisatges. Va ser el pare del famós escriptor i poeta Christian Morgenstern (1871–1914).
Morgenstern va morir a Múnic.

## Importància
Morgenstern va ser molt considerat durant la seva vida. Vist des d'avui, la seva importància rau principalment en la seva obra realista primerenca. Quan Carl Rottmann va tornar de Grècia el 1835 es van fer amics propers i per sempre. Es diu que tots dos artistes s'han influït mútuament. La influència de Rottman és considerada per l'historiador de l'art Paul F. Schmidt com a perjudicial per a l'obra de Morgenstern. El 1931 Schmidt va escriure (parafrasejat): Tan important com Morgenstern havia estat cap al 1830 a Alemanya per al desenvolupament d'un preimpressionisme independent, gràcies a la influència de l'estil romàntic tardà de Rottmann i el grup de Düsseldorf, la seva obra s'ajustava cada cop més al gust contemporani i cap a un romanticisme exagerat que tendeix a l'engany emocional.

## Galeria

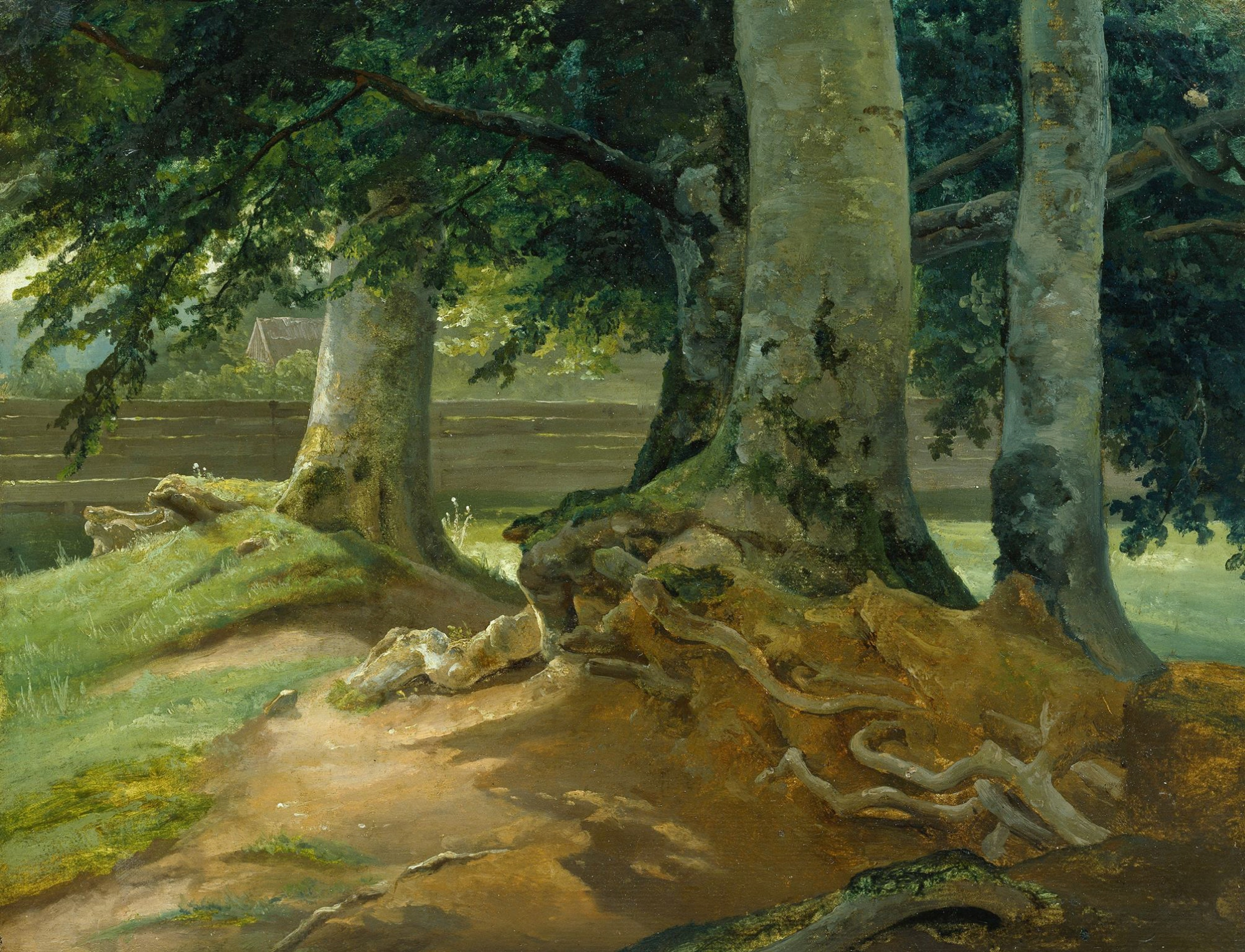
Faigs a Frederiksdal prop de Copenhaguen (1828)
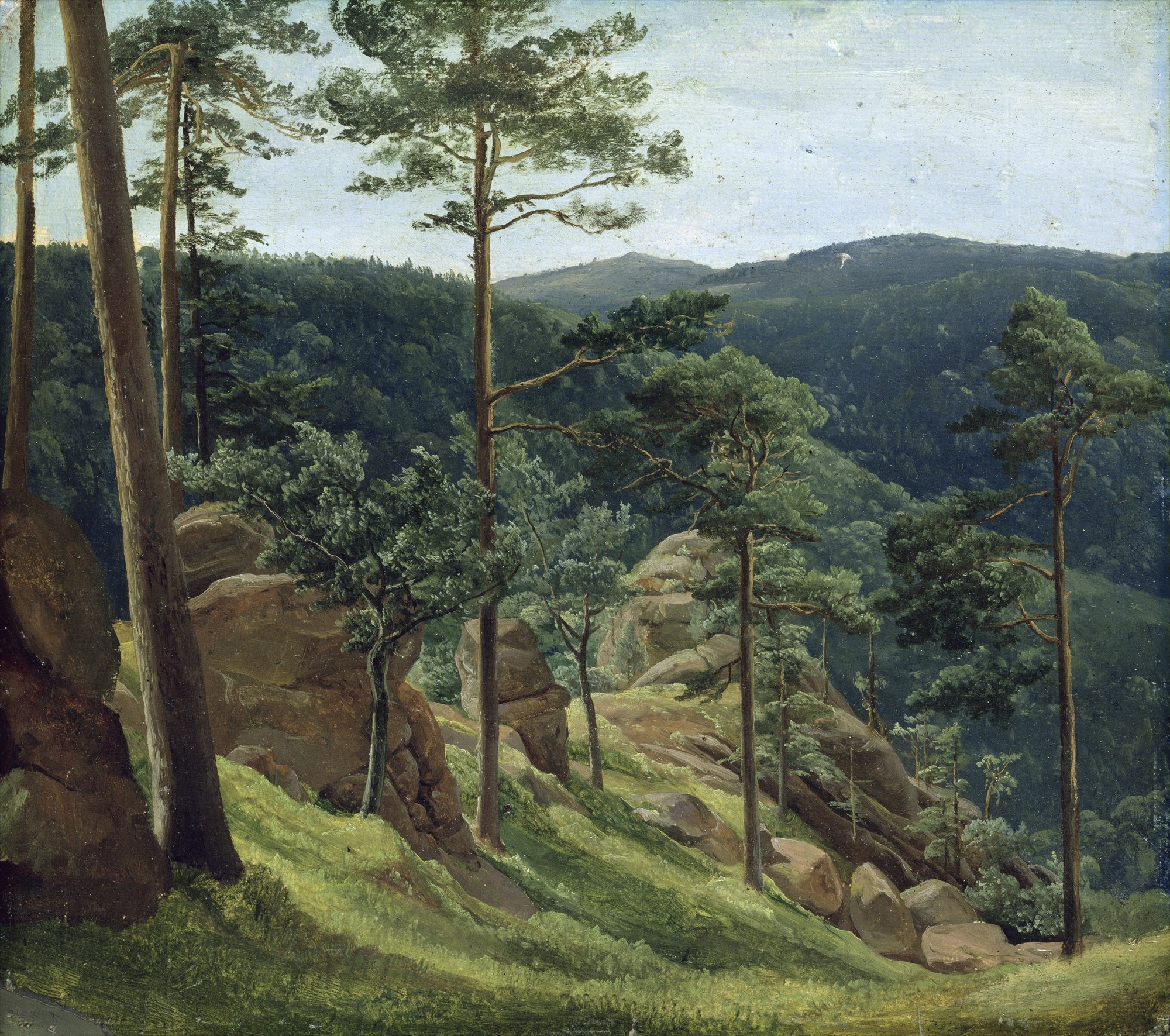
Blick zum Brocken (1829)
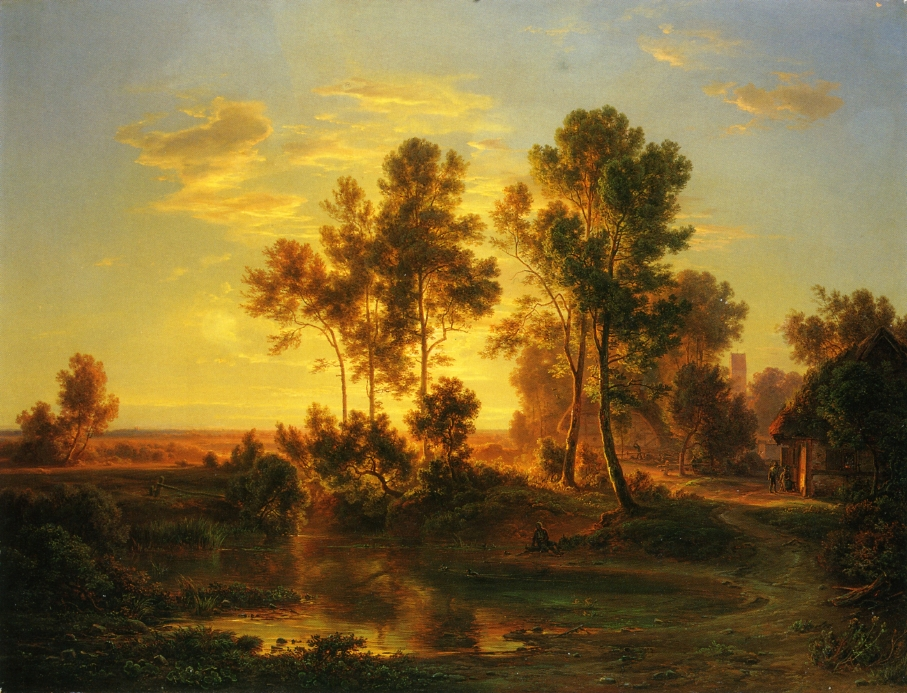
Paisatge al capvespre (1848)
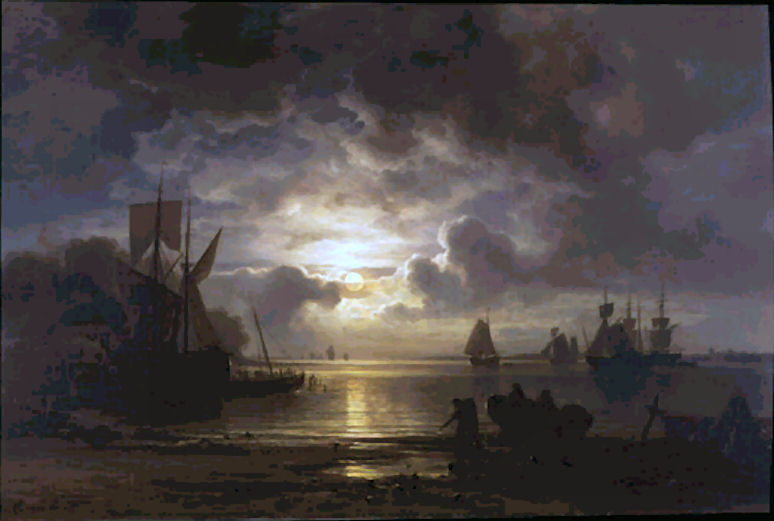
Lluna naixent sobre el riu Elba (probablement 1864)
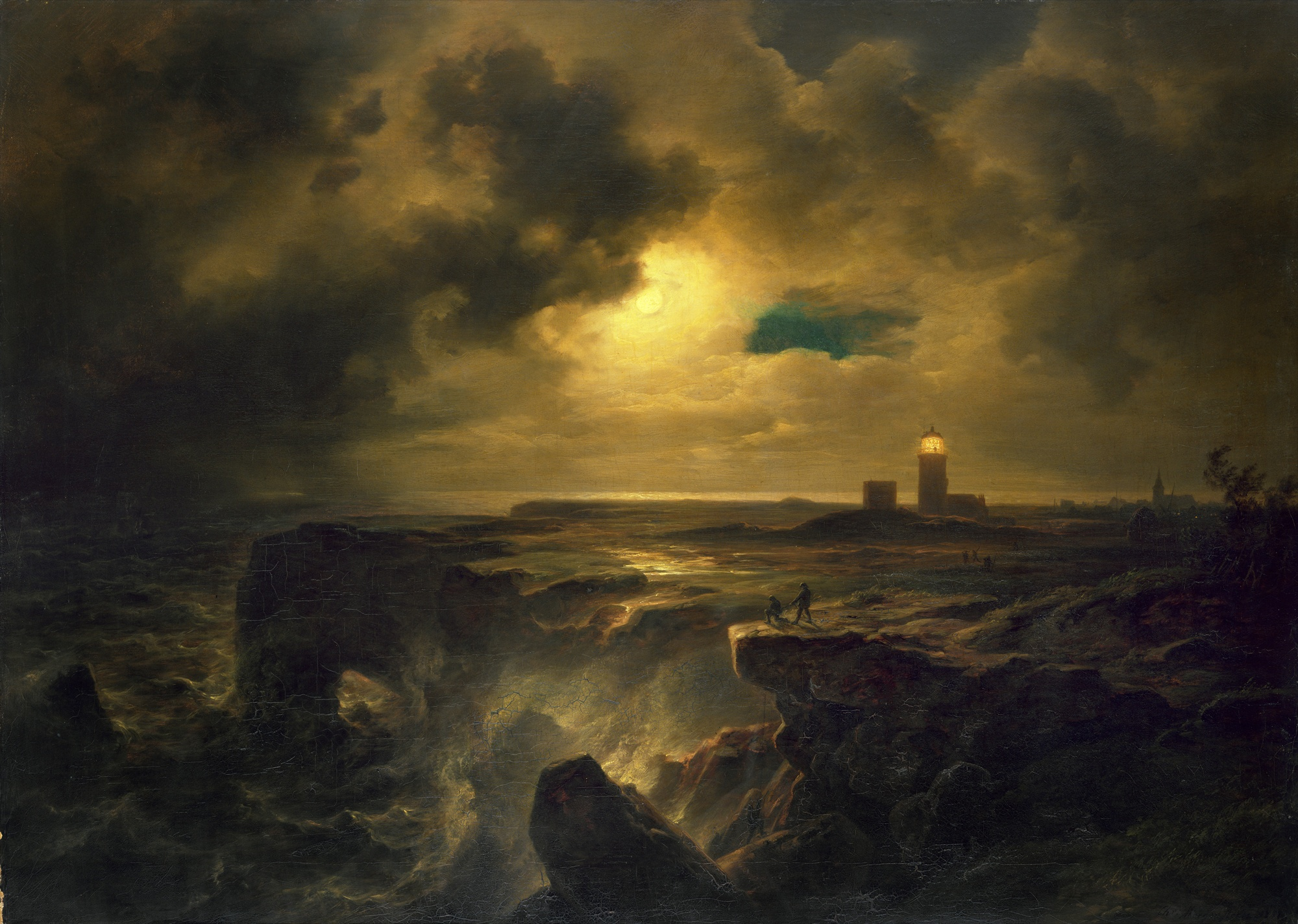
Helgoland a la llum de la lluna(1851)
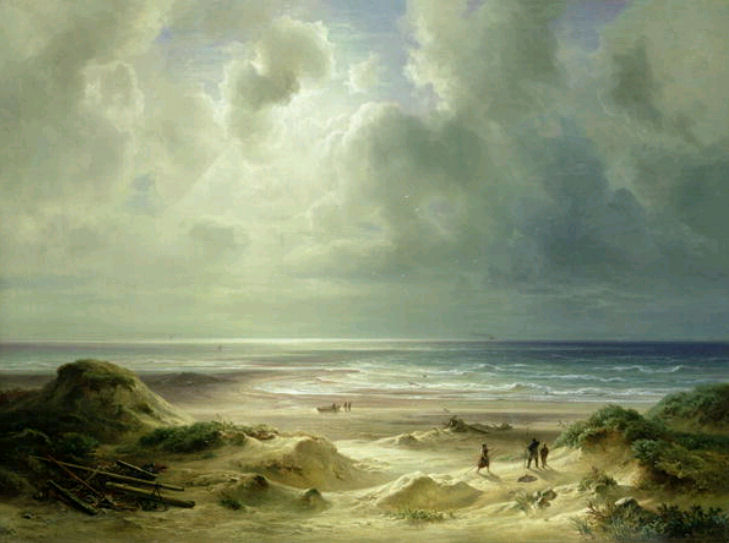
Dunes al mar del Nord
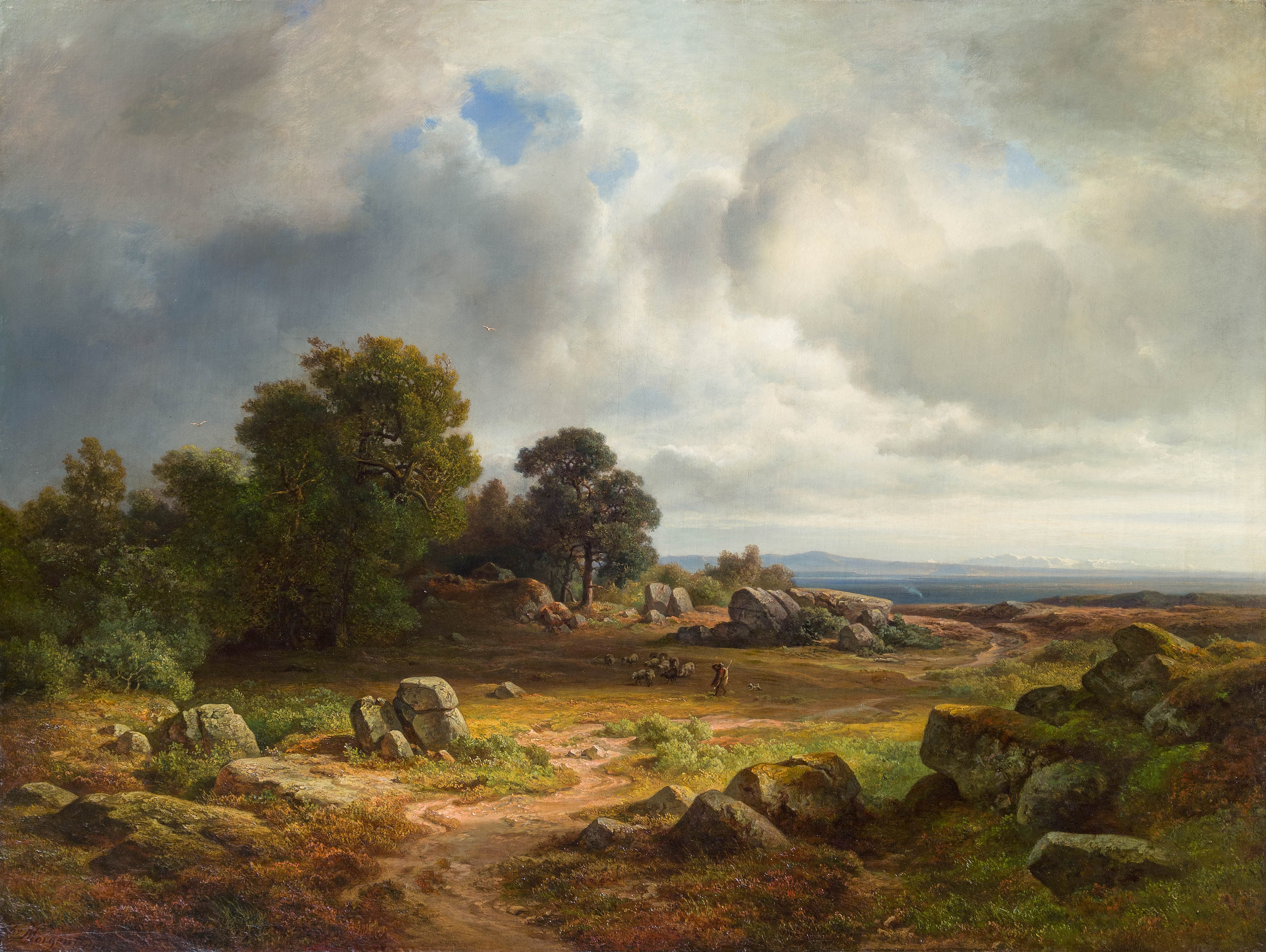
Ampli paisatge amb un ramat d'ovelles
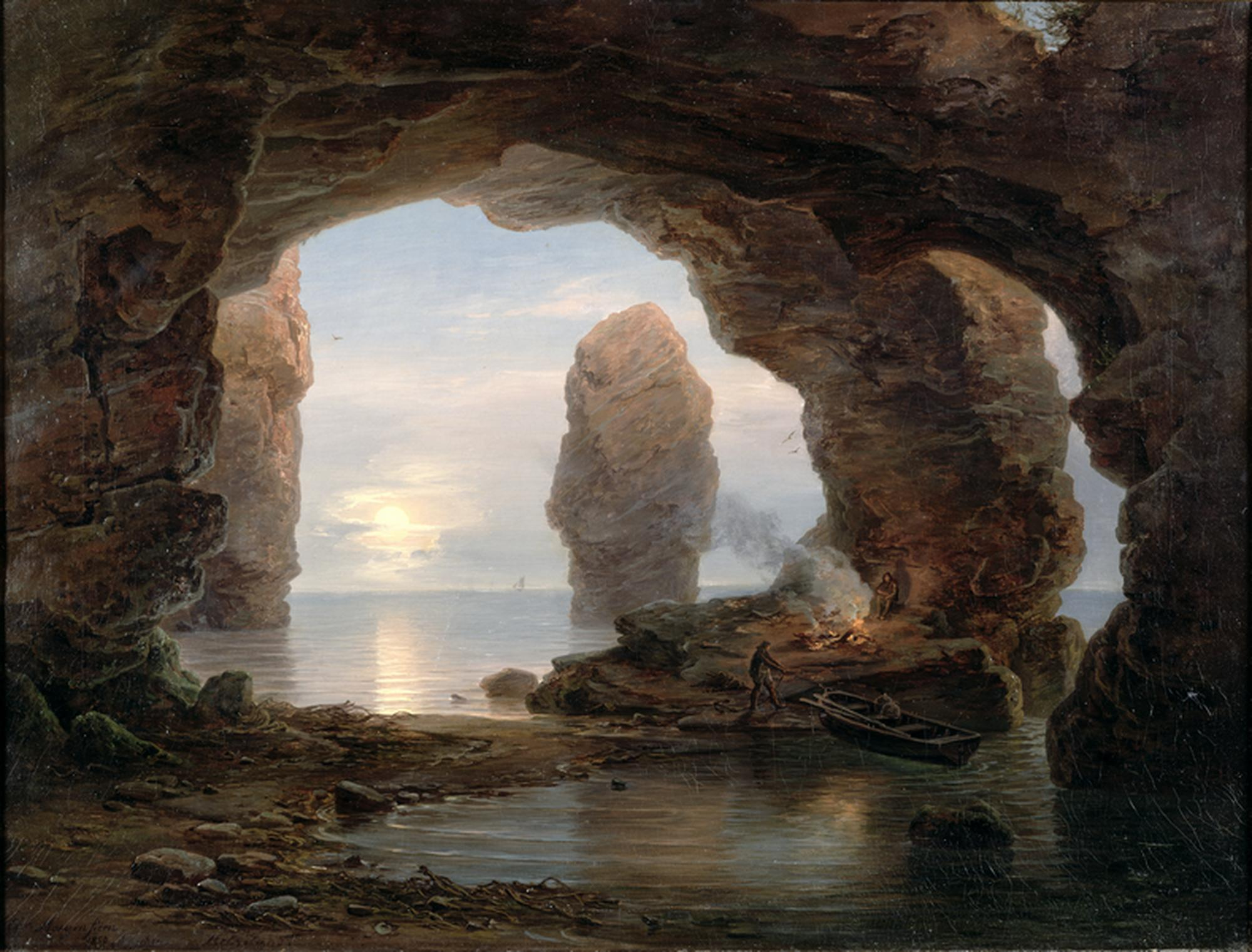
Fischer a Einer Grotte, Helgoland
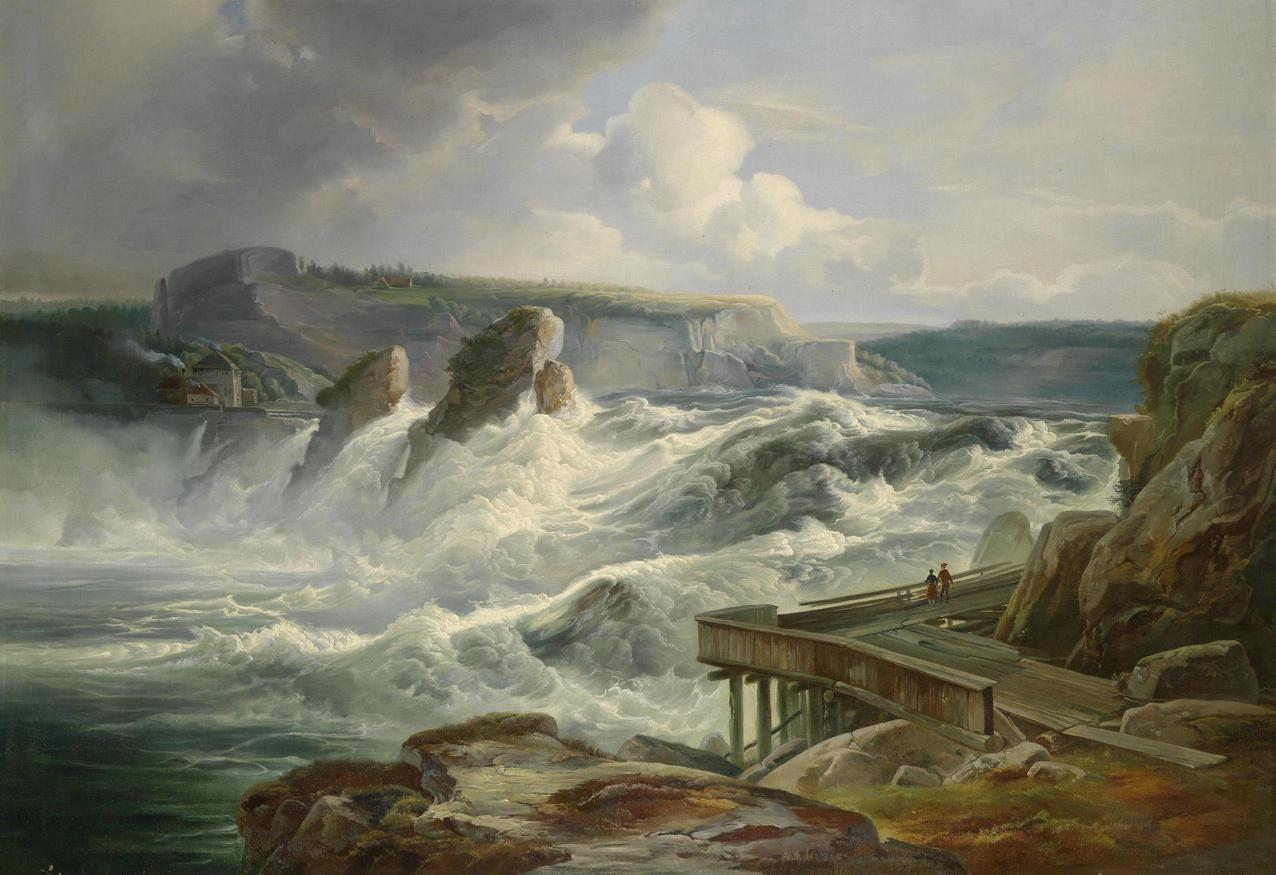
Les cascades del Rin prop de Schaffhausen